# Portada/efemèride maig 18
Jack Johnson
« 17 de maig · 18 de maig · 19 de maig »